# Elecciones regionales de Lambayeque de 2006
Las elecciones regionales de Lambayeque de 2006 se llevaron a cabo el 19 de noviembre de 2006 para elegir al presidente regional, al vicepresidente regional y al Consejo Regional para el periodo 2007-2010. La elección se celebró simultáneamente con elecciones regionales y municipales (provinciales y distritales) en todo el Perú.

## Sistema electoral
El Gobierno Regional de Lambayeque es el órgano administrativo y de gobierno del departamento de Lambayeque. Está compuesto por el presidente regional, el vicepresidente regional y el Consejo Regional.
La votación del presidente, vicepresidente y consejo regional se realiza en base al sufragio universal, que comprende a todos los ciudadanos nacionales mayores de dieciocho años, empadronados y residentes en el departamento de Lambayeque y en pleno goce de sus derechos políticos.
El Consejo Regional de Lambayeque está compuesto por 7 consejeros elegidos por sufragio directo para un período de cuatro (4) años, en forma conjunta con la elección del presidente regional. La votación es por lista cerrada y bloqueada. Se asigna a la lista ganadora los escaños según el método d'Hondt o la mitad más uno, lo que más le favorezca.

## Composición del Consejo Regional de Lambayeque
La siguiente tabla muestra la composición del Consejo Regional de Lambayeque antes de las elecciones.
| Partidos | Partidos                                                   | Consejeros |
| -------- | ---------------------------------------------------------- | ---------- |
|          | Agrupación Independiente Unión por el Perú - Frente Amplio | 5          |
|          | Partido Aprista Peruano                                    | 2          |

## Partidos y candidatos
A continuación se muestra una lista de los principales partidos y alianzas electorales que participaron en las elecciones:
| Candidatura | Candidatura      | Partidos y alianzas                                                                        | Candidatos | Candidatos               | Ideología                                                          | Resultado previo | Resultado previo | Ref. |
| Candidatura | Candidatura      | Partidos y alianzas                                                                        | Candidatos | Candidatos               | Ideología                                                          | Votos (%)        | Con.             | Ref. |
| ----------- | ---------------- | ------------------------------------------------------------------------------------------ | ---------- | ------------------------ | ------------------------------------------------------------------ | ---------------- | ---------------- | ---- |
|             | UPP              | Lista - Unión por el Perú (UPP)                                                            |            | Humberto Heredia Morales | Nacionalismo de izquierda Socialdemocracia                         | 32.05%           | 5                |      |
|             | APRA             | Lista - Partido Aprista Peruano (APRA)                                                     |            | Walter Tello Castillo    | Aprismo                                                            | 29.44%           | 2                |      |
|             | APP              | Lista - Alianza para el Progreso (APP)                                                     |            | Juan Horna Santa Cruz    | Liberalismo económico Conservadurismo liberal Populismo de derecha | 8.20%            | 0                |      |
|             | PP               | Lista - Perú Posible (PP)                                                                  |            | Wilmer Rengifo Ruiz      | Socioliberalismo Democracia liberal Tercera vía                    | 4.12%            | 0                |      |
|             | UN               | Lista - Unidad Nacional (UN) – Partido Popular Cristiano (PPC) – Solidaridad Nacional (SN) |            | Juan Cueva Rioja         | Democracia cristiana Conservadurismo Neoliberalismo                | 4.00%            | 0                |      |
|             | RN               | Lista - Restauración Nacional (RN)                                                         |            | Virgilio Horna Jiménez   | Liberalismo económico Conservadurismo social Humanismo cristiano   | Nuevo            | Nuevo            |      |
|             | MHP              | Lista - Movimiento Humanista Peruano (MHP)                                                 |            | Yehude Simon Munaro      | Humanismo Socialismo Ecosocialismo                                 | Nuevo            | Nuevo            |      |
|             | PNP              | Lista - Partido Nacionalista Peruano (PNP)                                                 |            | Martín Rivas Teixeira    | Socialismo democrático Nacionalismo de izquierda                   | Nuevo            | Nuevo            |      |
|             | Siempre Adelante | Lista - Siempre Adelante (Siempre Adelante)                                                |            | Miguel Quevedo Ubillus   | Regionalismo lambayecano                                           | Nuevo            | Nuevo            |      |
|             | ASI              | Lista - Amistad Solidaria Independiente (ASI)                                              |            | Alberto Ortiz Prieto     | Regionalismo lambayecano                                           | Nuevo            | Nuevo            |      |

## Sondeos de opinión
La siguiente tabla enumera las estimaciones de la intención de voto en orden cronológico inverso, mostrando las más recientes primero y utilizando las fechas en las que se realizó el trabajo de campo de la encuesta. Cuando se desconocen las fechas del trabajo de campo, se proporciona la fecha de publicación.
Leyenda:
     Sondeo realizado en el periodo de prohibición legal de la difusión de sondeos de intención de voto.

### Intención de voto
La siguiente tabla enumera las estimaciones ponderadas (sin incluir votos en blanco y nulos) de la intención de voto.
|                                 |               |     |      |      |      |     |     |      |  |  |
| Elecciones regionales de 2006   | 19 nov 2006   | —   | 39.6 | 18.7 | 18.6 | 5.1 | 4.6 | 20.9 |  |  |
|                                 |               |     |      |      |      |     |     |      |  |  |
| Apoyo Opinión y Mercado/América | 8–10 nov 2006 | 500 | 32.0 | 27.0 | 13.0 | 6.0 | 4.0 | 5.0  |  |  |
| Apoyo Opinión y Mercado/América | 8–10 nov 2006 | 500 | 48.0 | 21.0 | 17.0 | –   | 6.0 | 27.0 |  |  |

## Resultados

### Sumario general
| |                                       |              |              |              |            |            |  |  |
| Partidos y coaliciones | Partidos y coaliciones                | Voto popular | Voto popular | Voto popular | Consejeros | Consejeros |  |  |
| Partidos y coaliciones | Partidos y coaliciones                | Votos        | %            | ±pp          | Total      | +/−        |  |  |
| | Movimiento Humanista Peruano (MHP)    | 212,368      | 39.61        | Nuevo        | 5          | +5         |  |  |
| | Partido Aprista Peruano (APRA)        | 100,071      | 18.66        | –10.78       | 1          | –1         |  |  |
| | Amistad Solidaria Independiente (ASI) | 99,614       | 18.58        | Nuevo        | 1          | +1         |  |  |
| | Alianza para el Progreso (APP)        | 27,147       | 5.06         | –3.14        | 0          | ±0         |  |  |
| | Perú Posible (PP)                     | 24,506       | 4.57         | +0.45        | 0          | ±0         |  |  |
| | Siempre Adelante (Siempre Adelante)   | 18,151       | 3.39         | Nuevo        | 0          | ±0         |  |  |
| | Partido Nacionalista Peruano (PNP)    | 17,754       | 3.31         | Nuevo        | 0          | ±0         |  |  |
| | Restauración Nacional (RN)            | 13,252       | 2.47         | Nuevo        | 0          | ±0         |  |  |
| | Unión por el Perú (UPP)1              | 12,961       | 2.42         | –29.63       | 0          | –5         |  |  |
| | Unidad Nacional (UN)                  | 10,356       | 1.93         | –2.07        | 0          | ±0         |  |  |
| |                                       |              |              |              |            |            |  |  |
| Total | Total                                 | 536,180      |              |              | 7          | ±0         |  |  |
| |                                       |              |              |              |            |            |  |  |
| Votos válidos | Votos válidos                         | 536,180      | 88.97        | +0.04        |            |            |  |  |
| Votos en blanco | Votos en blanco                       | 25,279       | 4.19         | –1.58        |            |            |  |  |
| Votos nulos | Votos nulos                           | 41,187       | 6.83         | +1.53        |            |            |  |  |
| Votos emitidos | Votos emitidos                        | 602,646      | 86.93        | +0.83        |            |            |  |  |
| Abstenciones | Abstenciones                          | 90,604       | 13.07        | –0.83        |            |            |  |  |
| Votantes registrados | Votantes registrados                  | 693,250      |              |              |            |            |  |  |
| |                                       |              |              |              |            |            |  |  |
| Fuente: |                                       |              |              |              |            |            |  |  |
| Notas al pie: 1 Comparado con los resultados de Agrupación Independiente Unión por el Perú - Frente Amplio (UPP) en las elecciones de 2002. |                                       |              |              |              |            |            |  |  |
| Notas al pie: |                                       |              |              |              |            |            |  |  |
| 1 Comparado con los resultados de Agrupación Independiente Unión por el Perú - Frente Amplio (UPP) en las elecciones de 2002.               |                                       |              |              |              |            |            |  |  |

### Autoridades electas
| Cargo                                 | Autoridad electa | Autoridad electa          | Partido político | Partido político                |
| ------------------------------------- | ---------------- | ------------------------- | ---------------- | ------------------------------- |
| Presidente Regional de Lambayeque     |                  | Yehude Simon Munaro       |                  | Movimiento Humanista Peruano    |
| Vicepresidenta Regional de Lambayeque |                  | Nery Saldarriaga de Kroll |                  | Movimiento Humanista Peruano    |
| Consejero Regional de Lambayeque      |                  | Luis Becerra Arribasplata |                  | Movimiento Humanista Peruano    |
| Consejero Regional de Lambayeque      |                  | José Huamán Castillo      |                  | Movimiento Humanista Peruano    |
| Consejero Regional de Lambayeque      |                  | Pedro Cisneros Calderón   |                  | Movimiento Humanista Peruano    |
| Consejera Regional de Lambayeque      |                  | Adela Saavedra Díaz       |                  | Movimiento Humanista Peruano    |
| Consejero Regional de Lambayeque      |                  | Miguel Yglesias Mendoza   |                  | Movimiento Humanista Peruano    |
| Consejero Regional de Lambayeque      |                  | Julio Paz Gaviño          |                  | Partido Aprista Peruano         |
| Consejera Regional de Lambayeque      |                  | Sheyla Fernández Bautista |                  | Amistad Solidaria Independiente |